# Pablo Álvarez (argentyński piłkarz)
Pablo Sebastián Álvarez (ur. 17 kwietnia 1984 w San Martín) – argentyński piłkarz występujący na pozycji obrońcy. Obecnie gra w drużynie Real Zaragoza.

## Kariera piłkarska
Pablo Sebastián Álvarez jest wychowankiem Argentinos Juniors, gdzie grał do 15 roku życia. Potem trafił do juniorów zespołu Boca Juniors. W pierwszej drużynie zadebiutował w 2003.
W lipcu 2005 przeszedł do ligowego rywala Boca – Estudiantes La Plata. Tu występował przez 3 sezony.
W styczniu 2008 podpisał kontrakt z włoską Catanią. W Serie A zadebiutował 10 lutego, przeciwko broniącemu tytułu Interowi. Po roku trafił na zasadzie wypożyczenia do Rosario Central.
Przed sezonem 2009/2010 powrócił do Catanii.